# Der Mann, der König sein wollte (Film)
Der Mann, der König sein wollte (Originaltitel: The Man Who Would Be King) ist ein britisch-US-amerikanischer Abenteuerfilm des Regisseurs John Huston aus dem Jahr 1975, basierend auf der gleichnamigen Erzählung von Rudyard Kipling.

## Handlung
In der Rahmenhandlung des Films wird der Reporter Kipling vom Northern Star von einem scheinbar verrückten Landstreicher aufgesucht, der sich als sein früherer Bekannter Peachy zu erkennen gibt. Peachy erzählt ihm die Geschichte, wie er und sein Partner Daniel in Kafiristan, einer Region im heutigen Afghanistan, zuerst als Götter verehrt wurden und dann alles verloren.
Die Rückblende erzählt nun die eigentliche Handlung: Einige Jahre zuvor hatten die ehemaligen Soldaten und Überlebenskünstler Peachy Carnehan und Daniel Dravot, die in Britisch-Indien ihr Unwesen trieben, im Büro von Rudyard Kipling einen Vertrag abgeschlossen, in dem sie sich verpflichteten, alles zu tun, um Könige von Kafiristan zu werden und sich während ihrer Mission von Alkohol und Frauen fernzuhalten. Als Einheimische verkleidet, machen sie sich mit zwanzig Martini-Gewehren auf die gefahrvolle Reise zum Khyberpass, um das unerforschte Kafiristan zu erreichen. Nach einigen Abenteuern erreichen sie ein Dorf in Kafiristan und werden dort angesprochen von Billy Fish, einem Gurkha und dem einzigen Überlebenden einer seit Jahren verschollenen britischen Kartierungsexpedition. Billy spricht Englisch, das er bei seinem Regiment gelernt hat. Dort erhielt er auch seinen Namen. Als Peachy und Daniel sich dem örtlichen Häuptling als Militärberater anbieten, fungiert Billy ab diesem Zeitpunkt für sie als Dolmetscher.
In diesem Dorf in Kafiristan bilden sie eine Truppe aus, um so deren Feinde anzugreifen. Bei diesem ersten Kampf landet ein Pfeil in Daniels Brust, ohne ihn zu verletzen. Die Einwohner hatten nicht bemerkt, dass der Pfeil in Daniels Patronengurt steckengeblieben war. Sie ermorden daraufhin ihren Häuptling und machen Daniel zum König. 
Nun schickt der Hohepriester von Kafiristan nach ihnen, um sie zu befragen und zu prüfen: Er möchte Daniels Unverletzbarkeit selbst erleben. Als seine Häscher Daniels Brust entblößen, entdecken sie ein Freimaurer-Amulett, das um seinen Hals hängt, und glauben dadurch seine Göttlichkeit und Abstammung von Alexander dem Großen zu erkennen. Sie nennen ihn Sikander den Zweiten. Angeblich hat Alexander nach seiner Eroberung Kafiristans eine Truhe mit dem Freimaurerzeichen hinterlassen und seine Wiederkehr oder die seines Sohnes angekündigt. Da der Hohepriester nun von der Göttlichkeit und Abstammung Daniels überzeugt ist, zeigt er ihm eine Schatzkammer mit unermesslichen Schätzen: Er könne damit machen, was immer er wolle.
Daniel nimmt seine königliche Rolle sehr ernst. Er spricht Recht und lässt es kodifizieren, um das Land in einen modernen Staat zu verwandeln. Billy Fish hilft ihm weiterhin als Dolmetscher. Von Peachy erwartet Daniel wie von allen anderen die devote Verbeugung in der Öffentlichkeit, Peachy erklärt sein Einverständnis. Aber Daniel steigt seine neue Ehre allmählich zu Kopf.
Nach etlichen Monaten erklärt Peachy, sie sollten das Land mit den Schätzen Richtung England verlassen, sobald die Pässe wieder passierbar sind. Daniel will jedoch bleiben, ihm gefällt seine Rolle offenbar zu sehr, will jedoch Peachy durchaus alleine ziehen lassen. Daniel erklärt, dass das Land Vorrang vor eigenen Interessen habe. Peachy sagt ihm, er sei krank im Kopf.
Da Daniel beschlossen hat, zu heiraten, um einen königlichen Sohn zu zeugen, und bereits eine überaus schöne Frau auserwählt hat, Roxanna (der Name ist angelehnt an Roxane, die Frau Alexander des Großen), vereinbart er mit Peachy, dass dieser erst nach den Hochzeitsfeierlichkeiten das Land verlassen solle.
Da im Volk der Glaube herrscht, wer einen Gott berühre, verschwinde sofort ohne Spur, hat Roxanna Todesangst vor dieser Eheschließung. Als sie Daniel in deutlicher Angst zugeführt wird und er sie umarmen und küssen will, beißt sie ihm in die Wange, die sofort blutet. Ein Gott aber blutet nicht! Der Hohepriester tritt hinzu, prüft die rote Flüssigkeit und erklärt Daniel zum Betrüger. Peachy erkennt sofort und schneller als Daniel, dass nun alles vorbei ist, und fordert Daniel und Billy Fish auf, würdevoll den Schauplatz zu verlassen und mit den sechs Mulis voller Schätze dem Land zu entfliehen. Aber das empörte Volk jagt die Drei vor sich her bis zu einer Seilbrücke, die Daniel hatte bauen lassen. Daniel wird durch Zeichen bedeutet, über die Brücke zu gehen, doch nachdem er einige Meter gegangen ist, fordert der Hohepriester dazu auf, die Seile zu kappen, die die Brücke halten. Als Daniel das erkennt, bleibt er ohne Panik stolz stehen und beginnt den Choral The Son of God Goes Forth to War zu singen; er kämpft nicht gegen diese Art seiner Hinrichtung. Bald stürzt er in die Schlucht. Billy Fish hatte sich bereits mit seinem Gurkha-Messer tollkühn und fatalistisch in die aufgebrachte Menge gestürzt und war getötet worden.
In der wieder aufgenommenen Rahmenhandlung erzählt Peachy nun, dass er danach zwischen zwei Bäumen gekreuzigt wurde, am nächsten Tag aber, als die Menschen sahen, dass er noch lebe, losgemacht und freigelassen wurde. Ein Jahr habe er gebraucht, um wieder Indien zu erreichen. Immer wieder spricht er von sich in der dritten Person. Zum Abschied überlässt er Kipling den in ein Tuch gewickelten und mit Alexanders Goldkrone gekrönten Schädel Daniels, bereits stark entstellt, den er aus der Schlucht geborgen haben musste.

## Hintergrund
Die 1888 veröffentlichte Kurzgeschichte Kiplings wurde von den Abenteuern James Brookes und den Reisen Josiah Harlans inspiriert. Sie beinhaltet weitere tatsächliche Aspekte wie das europäische Aussehen vieler Nuristani, die Schlussszene lehnt sich an die tatsächliche Geschichte vom Kopf des Geologen Adolf Schlagintweit an. Die Kurzgeschichte selbst hat deutlich mehr und detailliertere Anspielungen auf die Freimaurerei.
Die Szenen, die in Kafiristan spielen, wurden in Marokko gefilmt. Der Gurkha Billy Fish (Saeed Jaffery), der als Übersetzer für die beiden Hauptfiguren agiert, spricht in dem Film die im Norden Indiens und in Pakistan verbreitete Sprache Urdu, während die Darsteller der Einheimischen marokkanisches Arabisch sprechen – also zwei völlig unterschiedliche, nicht miteinander verwandte Sprachen.
Der Darsteller des Kafu Selim hatte bislang keinerlei Filmerfahrung gehabt. Ben Bouih war bei den Dreharbeiten 103 Jahre alt. Als er die Aufnahmen sah, sagte er, er werde nun für immer leben. Ben Bouih hatte vorher als Nachtwächter eines Olivenhains gearbeitet. Als er nach den Dreharbeiten diese Tätigkeit wiederaufnehmen wollte, erklärte ihm Huston, dass er für den Film genug Geld bekommen werde, um für den Rest seines Lebens nachts schlafen zu können.
Eigentlich wollte Huston den Film schon früher in Angriff nehmen, in den 1950er Jahren mit Humphrey Bogart und Clark Gable, dann mit Burt Lancaster und Kirk Douglas in den Hauptrollen. Als Huston an Robert Redford und Paul Newman herantrat, schlug Newman Connery und Caine als Besetzung vor. Die Darstellerin der Roxanna, Shakira Caine, ist Michael Caines Ehefrau. Am Abend vor Drehbeginn verkündete Huston beim Abendessen des Filmteams, dass die Schauspielerin, die die Rolle der indischen Prinzessin spielen sollte, nicht mehr zur Verfügung stehe. Tags darauf gelang es ihm doch, sie zur Übernahme der Rolle zu überreden.
Die Matte-Zeichnung der Festung wurde von Albert Whitlock in nur sechs Stunden angefertigt.

## Kritiken
Der film-dienst bezeichnete den Film als einen „[s]tilistisch und erzählerisch vielseitigen Reiseabenteuerfilm nach der Kurzgeschichte von Kipling, in einfallsreichem Wechselspiel zwischen poetischer Erzählkunst und grotesk überspitzter Komödie“. Für Cinema war der „farbenprächtige, epische“ Film „[e]ine Glanzleistung des britischen Kinos“. Roger Ebert von der Chicago Sun-Times äußerte sich ähnlich begeistert über eine seit langem nicht mehr so gelungene spannende Unterhaltung.

## Auszeichnungen
Der Film erhielt 1976 vier Oscar-Nominierungen in den Kategorien Bestes adaptiertes Drehbuch, Bester Schnitt, Bestes Kostümdesign (Edith Head) und Bestes Szenenbild (Peter James, Alexandre Trauner und Tony Inglis). Die Musik des Films wurde zudem für den Golden Globe nominiert.
Bei der Verleihung der BAFTA Awards 1976 war der Film des Weiteren für die Beste Kamera und die Besten Kostüme nominiert. Das Drehbuch wiederum erhielt eine Nominierung für einen Preis der Writers Guild of America.

## Synchronisation
Die deutsche Synchronfassung entstand 1976.
| Rolle               | Darsteller          | Synchronsprecher      |
| ------------------- | ------------------- | --------------------- |
| Daniel              | Sean Connery        | Gert Günther Hoffmann |
| Peachy              | Michael Caine       | Hartmut Reck          |
| Rudyard Kipling     | Christopher Plummer | Franz Rudnick         |
| Billy Fish          | Saeed Jaffrey       | Horst Sachtleben      |
| Distrikt-Kommandeur | Jack May            | Wolf Ackva            |
| Ghulam              | Albert Moses        | Tonio von der Meden   |

## Soundtrack
- Maurice Jarre: The Man Who Would Be King. The Original Motion Picture Soundtrack. Milan/Bay Cities, s.a.e.l., Tonträger-Nr. 873127 – Originaleinspielung der Filmmusik durch das National Philharmonic Orchestra unter der Leitung des Komponisten.